# Шлезингер, Карл (музыкант)
Карл Шлезингер (нем. Karl Schlesinger; 19 августа 1813 года — 18 января 1871 года, Вена) — австрийский виолончелист, профессор. Внучатый племянник скрипача Мартина Шлезингера (1751—1818).
С 1838 г. был солистом в оркестрах Пештского национального театра, затем Венской императорской оперы. В 1849—1855 гг. играл в первом составе Квартета Хельмесбергера (до этого с 1845 г. выступал в составе его предшественника, квартета под управлением Леопольда Янсы). Выступал и как солист — в частности, в 1857 году исполнил премьеру посвящённого ему же Концерта для виолончели с оркестром Op. 33 Роберта Фолькмана.
С 1862 г. был профессором виолончели в Венской консерватории (среди учеников Шлезингера были, в частности, Рейнгольд Гуммер, Йозеф Зульцер, Карл Удель и Луис Шпитцер).
Старший брат Шлезингера Эмануэль (1802—1875) был скрипачом Венской императорской оперы и музыкальным педагогом.